# Isaak Christian Kraft
Isaak Christian Kraft (* 5. Februar 1727 in Büdingen; † 1791 oder später in Goch) war ein deutscher evangelischer Geistlicher und Kirchenlieddichter.

## Leben
Isaak Christian Kraft wurde als Sohn des Konrektors Johann Henrich Kraft und der Tochter des Johann Daniel Appel geboren. Nach dem Tod des Vaters wurde Isaak Kraft von seiner Mutter erzogen. Eine Universität konnte er mangels Geld nicht beziehen, daher war er ab 1747 in Krefeld als Lehrer tätig. Krafts Frau verstarb anscheinend früh, und nur eines seiner Kinder, Friedrich Kraft, überlebte. Mit diesem studierte er ab 1760 Theologie an der Universität Duisburg. Ab 1761 unterrichtete Isaak Kraft an einer Schule in Orsoy; zum 4. Mai 1762 wurde er dort Rektor. Danach, 1763, wurde er in einer Schule in Goch zum Rektor erwählt und war gleichzeitig als Prediger tätig. Während des Jahres 1764 heiratete Kraft ein zweites Mal. Auch die Kinder dieser Ehe verstarben, nur der Sohn aus erster Ehe überlebte. Zeitlebens litt er mehrfach Not, auch Hunger. Als Rektor in Goch verstarb er 1791 oder kurz danach.
Kraft dichtete zahlreiche Kirchenlieder, die in drei Sammlungen (1751, 1771 und 1784) erschienen. Sie wurden vor allem in den Kreisen der Erweckungsbewegung am Niederrhein gesungen. In die bekannten landeskirchlichen Gemeindegesangbücher fanden sie hingegen keine Aufnahme.